# بتل (مینه‌سوتا)
بتل، مینه‌سوتا (به انگلیسی: Bethel, Minnesota) یک شهر در ایالات متحده آمریکا است که در مینه‌سوتا واقع شده‌است.

## خصوصیات
بتل ۲٫۵۱ کیلومترمربع مساحت و ۴۶۶ نفر جمعیت دارد و ۲۸۴ متر بالاتر از سطح دریا واقع شده‌است.